# بینیچه
بینیچه (به صربی: Biniće) یک منطقهٔ مسکونی در صربستان است که در Raška واقع شده‌است. بینیچه ۱۷۹ نفر جمعیت دارد.